# محمد بوستة (سياسي تونسي)
محمد بوستة سياسي تونسي، شغل منصب وزير العدل بحكومة هشام المشيشي.
شغل محمد بوستة عدة مناصب منها:
- رئيس دائرة محكمة الاستئناف بتونس.
- رئيس المحكمة الابتدائية بمنوبة.
- وكيل الرئيس الأوّل بمحكمة الاستئناف بتونس (27 أغسطس 2014).
- رئيس أول بمحكمة الاستئناف ببنزرت(2019).